# Хёгель
Хёгель (нем. Högel) — община в Германии, в земле Шлезвиг-Гольштейн.
Входит в состав района Северная Фризия. Подчиняется управлению Митлерес-Нордфрисланд. Население составляет 446 человек (на 31 декабря 2010 года). Занимает площадь 16,28 км².
Официальным языком в населённом пункте, помимо немецкого, является севернофризский.